# Ylodes simulans
Ylodes simulans är en nattsländeart som först beskrevs av Bo Tjeder 1929.  Ylodes simulans ingår i släktet Ylodes och familjen långhornssländor. Arten är reproducerande i Sverige. Inga underarter finns listade i Catalogue of Life.